# Airport Express (Peking)
A pekingi Airport Express (egyszerűsített kínai: 机场快轨; pinjin: Běijīng Jīchǎng Guǐdào Jiāotōng xiàn) a Pekingi nemzetközi repülőtér 2-es Terminálja és Dongzhimen között közlekedik. 2008. július 19-én indult meg rajta a közlekedés. Az Airport Express vonal színe      lila.

## Üzemidő
| Airport Express indulásai | Első  | Utolsó |
| ------------------------- | ----- | ------ |
| Terminal 2 felé           | 06:00 | 22:30  |
| Dongzhimen felé           | 06:35 | 23:10  |

## Állomáslista
| Airport Express (Dongzhimen → Terminal 3 → Terminal 2 → Dongzhimen) |         |                     |                     |                                    |
| Útvonal                                                             | Útvonal | Állomás (angol név) | Állomás (kínai név) | Átszállás                          |
|                                                                     |         |                     |                     |                                    |
| ●                                                                   | ↰       | Dongzhimen          | 东直门              | 2-es vonal 13-as vonal             |
| ●                                                                   | ●       | Sanyuanqiao         | 三元桥              | 10-es vonal 12-es vonal (2020-tól) |
| ●                                                                   | ↑       | Terminal 3          | 3号航站楼           |                                    |
| ↳                                                                   | ●       | Terminal 2          | 2号航站楼           |                                    |
|                                                                     |         |                     |                     |                                    |

## Fordítás
- Ez a szócikk részben vagy egészben  az   Airport Express, Beijing Subway című angol Wikipédia-szócikk fordításán alapul.  Az eredeti cikk szerkesztőit annak laptörténete sorolja fel. Ez a jelzés csupán a megfogalmazás eredetét és a szerzői jogokat jelzi, nem szolgál a cikkben szereplő információk forrásmegjelöléseként.
- Ez a szócikk részben vagy egészben  a(z)   北京地铁机场线 című kínai Wikipédia-szócikk fordításán alapul.  Az eredeti cikk szerkesztőit annak laptörténete sorolja fel. Ez a jelzés csupán a megfogalmazás eredetét és a szerzői jogokat jelzi, nem szolgál a cikkben szereplő információk forrásmegjelöléseként.